# Dijmphna Sund
De Dijmphna Sund is een zeestraat in Nationaal park Noordoost-Groenland in het oosten van Groenland.
Het water is vernoemd naar een stoomboot met de naam Dijmphna die vast kwam te zitten in de Karazee.

## Geografie
De inham heeft een lengte van meer dan 90 kilometer en is ongeveer zuidwest-noordoost georiënteerd. Onderweg buigt ze langzaam steeds meer oostelijker. Ze verbindt het Nioghalvfjerdsfjorden in het zuidwesten met de Groenlandzee in het noordoosten. Onderweg splitst ze richting het noorden af met de Hekla Sund die om een eiland heen gaat en zich weer terug bij de Dijmphna Sund voegt.
Ten noorden van het water ligt het schiereiland Holmland, ten oosten en zuiden Hovgaard Ø en ten westen Skallingen.
Aan het begin van de zeestraat takt de Spaltegletsjer af van de Nioghalvfjerdsgletsjer, stroomt de Dijmphna Sund in en mondt daar na een aantal kilometer uit. 